# 무스카트 오만 술탄국
무스카트 오만 술탄국(아랍어: سلطنة مسقط وعمان)은 아라비아해의 재해권을 장악했던 술탄국으로써 19세기 후반부터 20세기까지 지금의 오만, 아랍에미리트와 파키스탄의 과다르 지역을 통치하였다.
사이드 빈 술탄의 사후 오만 제국이 분할되며 형성된 국가로, 부사이드 가문의 술탄에 의해 통치되었다. 1970년 7월 23일 일어난 궁정 내 쿠데타로 사이드 빈 타이무르 술탄이 퇴위되고 카부스 빈 사이드가 즉위하며 오만은 새로운 형태의 정부로 이행하였다.

## 배경
17세기까지 이 지역은 포르투갈 제국의 지배를 받았지만 야아리바 가문(Ya'rubids)의 이맘 통치자들이 이들을 몰아냈다. 이후 이맘 통치자들은 페르시아만과 잔지바르까지 확장하여 포르투갈을 쫓아냈으나 페르시아에 함락되었다. 대영제국은 다른 유럽 패권국과 오만 제국을 견제하기 위해 남동부 아라비아에서 영향력을 확대하기를 원했고, 이에 따라 18세기 후반 무스카트의 부사이드 가문(Al Bu Said) 술탄을 지원하여 그의 집권을 도왔다. 
부유하고 세속적인 무스카트 술탄국과 내륙 지역의 유목민들은 역사적으로 차이가 있었다. 영토는 무스카트 술탄국이 지배하였지만 실질적으로는 이바디파의 사람들과 유목민 지도자들이 통치하였다.

1856년부터 1970년까지 사용된 오만 이맘국의 국기. 국기의 상단 모서리에는 오만의 국장이 그려져 있다. 이 국장은 현재의 오만의 국기에도 쓰이고 있다.

무스카트 술탄국은 강력한 해군과 함께 1650년에서 19세기까지 해양 제국을 건설할 수 있었다. 지금의 오만, 아랍에미리트, 발루치스탄 남부, 잔지바르, 케냐와 탄자니아의 해안가를 통치하였다. 무스카트 술탄국은 동아프리카의 노예 무역으로 유명했다. 최근에 오만의 장관이 15세기에 무스카트 술탄국이 마스카렌 제도를 지배하였다고 발표를 하였다.

## 통합과 쇠락

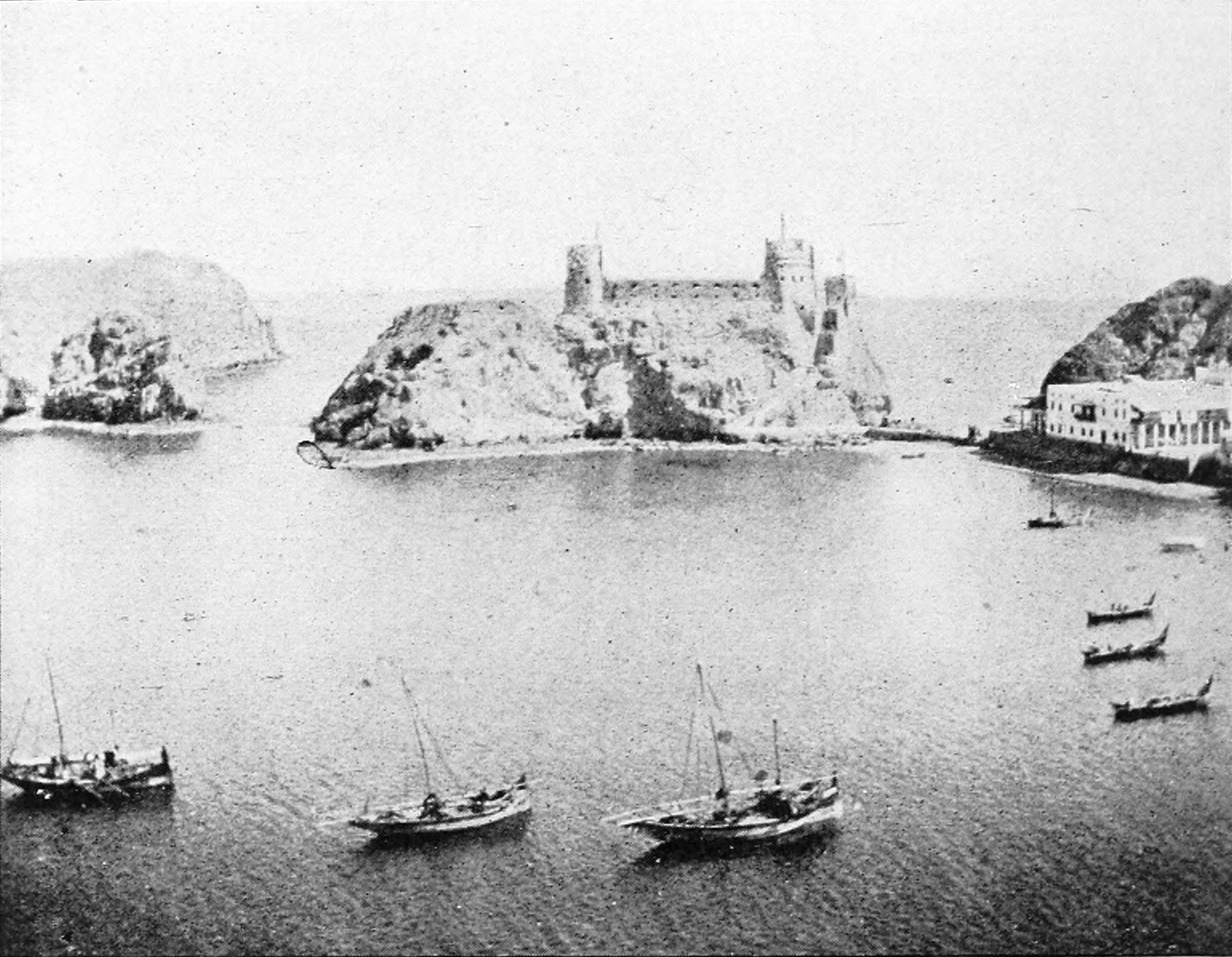
1903년의 무스카트의 항구

1820년 초에 술탄국은 페르시아만의 영토를 대부분 상실하였고 그 지역에는 영국의 보호국인 휴전 체제가 들어섰다. 알사이드 왕조의 다섯번째 술탄인 사이드 빈 술탄은 왕국의 재산과 경제적 이익을 통합하였고, 오만은 번영을 겪었다. 그러나 오만의 함대들은 유럽의 함대들과 경쟁에서 지고 남아시아의 무역을 상실하게 되었다. 영국의 압력으로 노예제를 폐지함으로써 술탄국의 정치적 경제적 영향력은 더욱 약화되었다.
1856년 6월 4일에 사이드 빈 술탄이 다음 왕을 지목하지 않고 죽었고 알사이드 왕조의 측근들은 서로 합의에 이르지 못했다. 영국의 중재로 알 사이드 가문에서 2명을 통치자로 임명하였는데, 이에 따라 술탄의 셋째 아들인 트와니 빈 사이드가 본토의 술탄이 되었고, 10월 19일에 여섯째 아들인 마지드 빈 사이드는 신생 잔지바르 술탄국의 통치자가 되었다. 잔지바르의 술탄들은 무스카트에 매년 공물을 바치기로 맹세하였다.
세속적인 해안인들과 갈등한 내륙의 이바디파는 이맘국을 건설하기 위해 무스카트 술탄국을 지속적으로 공격하였으나, 술탄국은 영국의 원조로 이를 방어할 수 있었다. 역사적 갈등은 술탄 타이무르 빈 파이살이 1920년 시브 조약을 통해 오만의 이바디파 이맘 직책에 제한적인 자치권을 주며 마무리되었다.
오만만에 위치한 마지막 해외 영토인 과다르 항구는 1958년에 파키스탄에 매각되었다. 한편 대영제국이 1854년 술탄이 빅토리아 여왕에게 선물했던 쿠리야 무리야 제도를 반환함으로써 1967년에 일부 영토를 획득했다.

## 반란과 석유 시추
페르시아 걸프의 석유 발견은 무스카트의 술탄과 오만의 이맘의 관계를 악화시켰다. 석유탐사는 영국-페르시아 석유 회사가 1920년에 시작을 하였다. 제2차 세계 대전으로 인해 이 활동이 잠시 주춤하게 되었다.
1954년 술탄이 이라크 석유 회사의 석유 개발을 허용해주자 마지막 이맘 오만 갈리브 빈 알리가 1954년에 반란을 일으켰다. 적대 관계는 1955년에 끝났다. 술탄은 영국의 지원과 함께 BP를 통해 이라크 석유 회사, 오만 석유 개발청을 소유를 하게 되었다.
1957년에 반란이 다시 터졌다. 사우디아라비아가 이바디 반란군들을 지원하기 시작하였다. 그러나 술탄은 대부분의 영토를 통치를 할 수 있었다. 같은 해에 영국군들은 니즈와를 폭격하였고 이바디를 없애버렸다. 갈리브 빈 알리가 사우디 아라비아로 추방을 당하고 마지막 반란군들은 1959년에 항복을 하였다. 시브 조약은 파기되었고 오만의 이맘 왕조는 멸망하였다.
남예멘의 공산주의 정부가 지원함으로써 도파르 반란과 같은 반란들이 자주 있었다. 영국은 서양 교육을 받은 카부스 빈 사이드 알사이드를 지목하였다. 그의 아버지가 아들의 쿠데타를 두려워해서 그를 궁전 감옥에 수감시켰다. 그가 감옥에서 해방됨으로써 영국군과 함께  쿠데타를 성공하고 1970년에 자신을 무스카트와 오만의 술탄으로 선포하였다. 새롭게 통합된 영토들은 1980년 지금의 오만 정부가 다시 재정비를 하였다.
1976년 술탄은 영국의 원조를 통해 다시 나라 전체를 통제할 수 있었으며 도파르의 반란을 성공적으로 진압할 수 있었다.

### 소하르 술탄국
소하르 술탄국은 1920년에서 1932년까지 지속되었다. 1920년 타이무르 빈 파이살 술탄의 친척인 셰흐 알리 바누 부 알리가 소하르 북부의 마을에서 반란을 일으키고 자신을 술탄이라고 선포했지만 1932년 대영 제국으로부터 진압되었다.

## 같이 보기
- 오만 술탄
- 무스카트
- 과다르